# Totale Impro

Totale Impro est une émission de comédie diffusée en France sur M6, en 2005, produite par B3COM, société de Benjamin Castaldi, et présentée par ce dernier.
Cette émission est la version française de Schillerstrasse, programme de la Sat. 1, chaîne allemande.

## Principe de l'émission
Durant 26 minutes et en public, des comédiens doivent évoluer sur une scène identique à celle d'un théâtre, tout en improvisant leur texte à partir d'une situation de départ et des caractéristiques de leur personnage (identiques quel que soit le sketch). Pour ce faire, chaque comédien est muni d'une oreillette, directement reliée au micro de l'animateur de l'émission (en l'occurrence Benjamin Castaldi, en France). Celui-ci a pour mission de donner des consignes de jeu que les artistes sur scène doivent impérativement respecter.

En France, chaque épisode se déroule dans l'appartement de Sören et Noémie (frère et sœur), autour desquels leurs différents amis et la concierge de l'immeuble vont et viennent.

## Comédiens ayant participé à l'émission en France
- Catherine Benguigui : la concierge de l'immeuble
- Alain Bouzigues : un ami de Noémie
- Edith Cochrane : une amie de Noémie
- Noémie De Lattre : avocate et sœur de Sören
- Arnaud Gidoin : un ami de Sören
- Tatiana Goussef : une amie de Noémie
- Sören Prévost : comédien au chômage et frère de Noémie